# İsfendiyar Açıksöz
İsfendiyar Açıksöz (ur. 1929 w Kastamonu, zm. 12 grudnia 2006 w Stambule) – turecki piłkarz grający na pozycji pomocnika. W swojej karierze rozegrał 16 meczów w reprezentacji Turcji i strzelił w nich 2 gole.

## Kariera klubowa
Karierę piłkarską Açıksöz rozpoczął w klubie Galatasaray SK ze Stambułu. W 1946 roku zadebiutował w nim w rozgrywkach Istanbul Lig. Wraz z Galatasaray trzykrotnie wywalczył mistrzostwo tej ligi w 1949 roku.
W 1950 roku Açıksöz odszedł z Galatasaray do klubu Vefa SK. W Vefie występował przez dwa lata. W 1952 roku wrócił do Galatasaray, gdzie grał do końca swojej kariery, czyli do 1960 roku. W latach 1955, 1956 i 1958 trzykrotnie wygrał z Ligę Stambułu.

## Kariera reprezentacyjna
W reprezentacji Turcji Açıksöz zadebiutował 28 listopada 1948 roku w wygranym 2:1 towarzyskim meczu z Grecją. Od 1948 do 1957 roku rozegrał w kadrze narodowej 16 meczów i strzelił w nich 2 bramki.